# 엘러건트 유니버스
《엘러건트 유니버스》(ISBN 89-88907-28-0)는 1999년에 미국의 물리학자 브라이언 그린이 지은 일반인을 대상으로 한 물리학 서적이다. 끈 이론과 M-이론 등 현대 과학의 주제를 중심으로 설명하면서, 상대성 이론과 양자론 등 끈 이론에 도달하기까지 있었던 물리학 연구의 역사와 서로 상이한 여러 이론들 사이의 충돌을 비유와 사고 실험을 통해 쉽게 서술하였다. 원제는 《The Elegant Universe: Superstrings, Hidden Dimensions, and the Quest for the Ultimate Theory》(우아한 우주: 초끈, 숨은 차원, 그리고 궁극의 이론을 찾기 위한 모험)이다.
대한민국에는 2002년에 번역되어 출판되었으며, 2003년에는 미국 PBS 방송국의 유명한 과학 시리즈 NOVA에 책의 내용을 바탕으로 한 에피소드 3개가 방영되었다.

## 같이 보기
- 양자역학